# گرند کانال شاپس

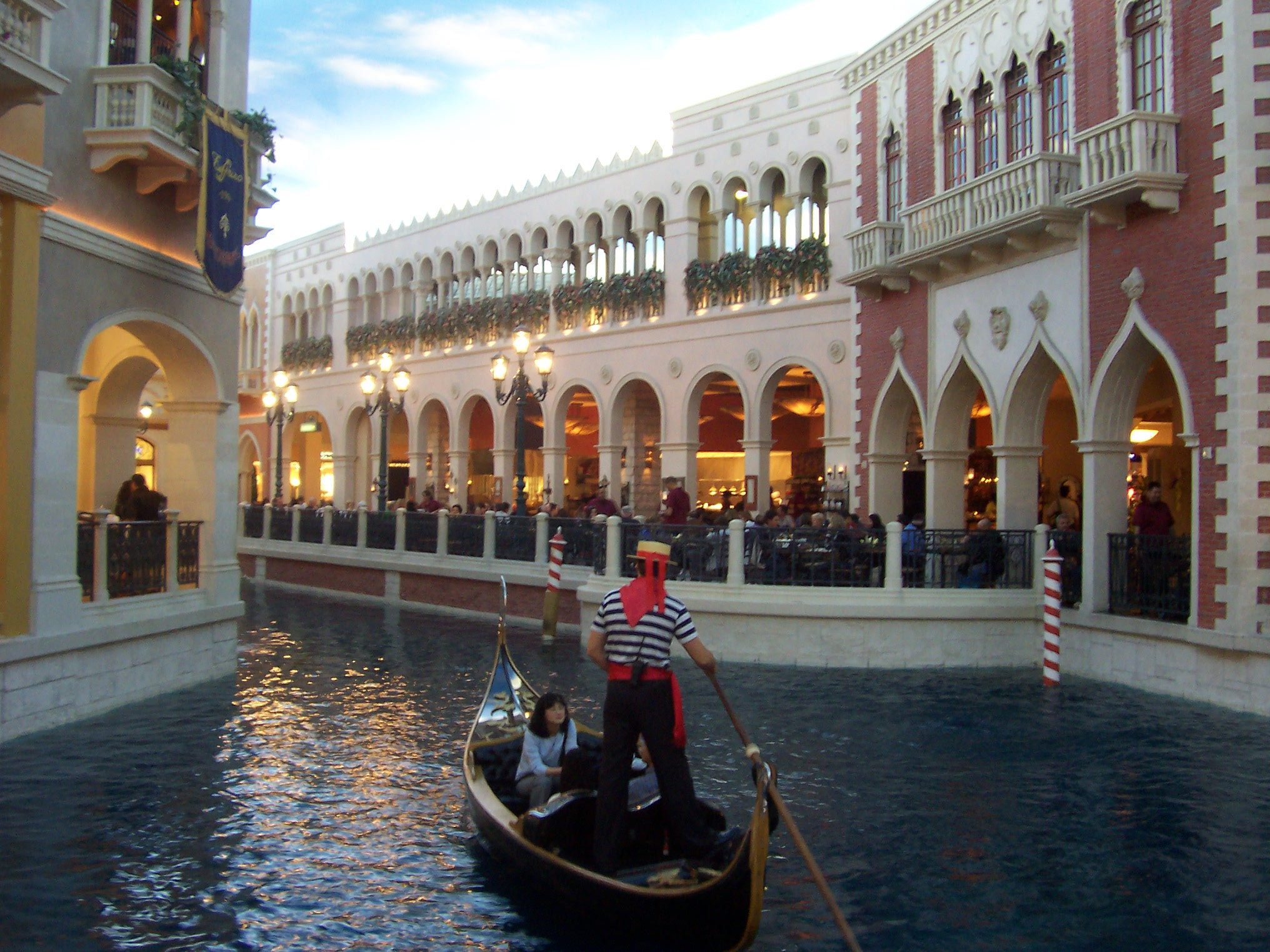
پاساژ ونیزی واقع در این مرکز خرید

گراند کانال شاپس یا فروشگاه‌های خرید آبراه بزرگ (به انگلیسی: Grand Canal Shoppes) تأسیس ۲۰۰۰، نام یکی از معتبرترین مراکز خرید در لاس وگاس است. 
این مرکز خرید در نوار لاس وگاس قرار دارد، و با بیش از ۴۴۰۰۰ متر مربع وسعت دارای سالانه ۲۰ میلیون بازدیدکننده است.

## نگارخانه

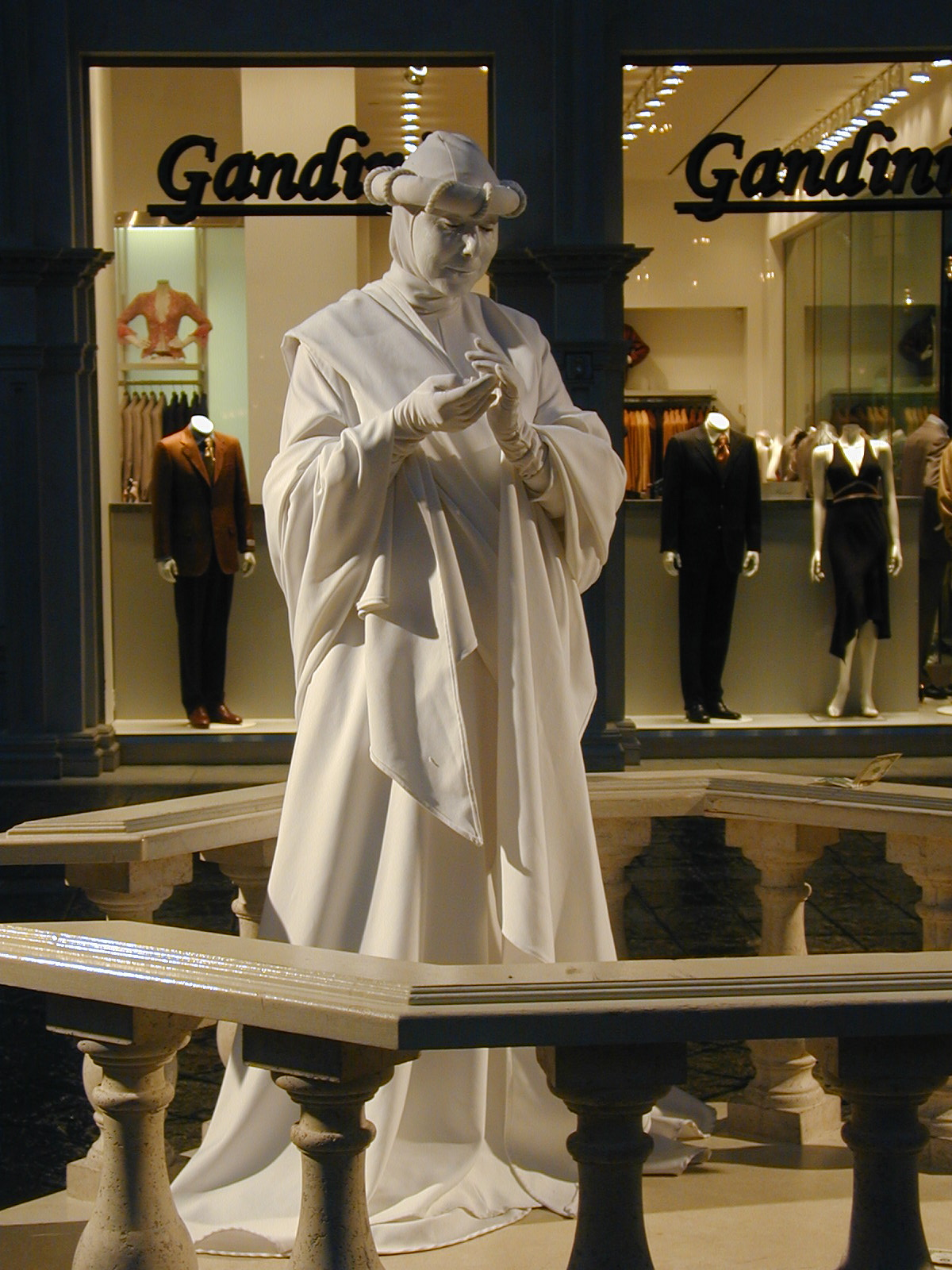